# Анкерный болт

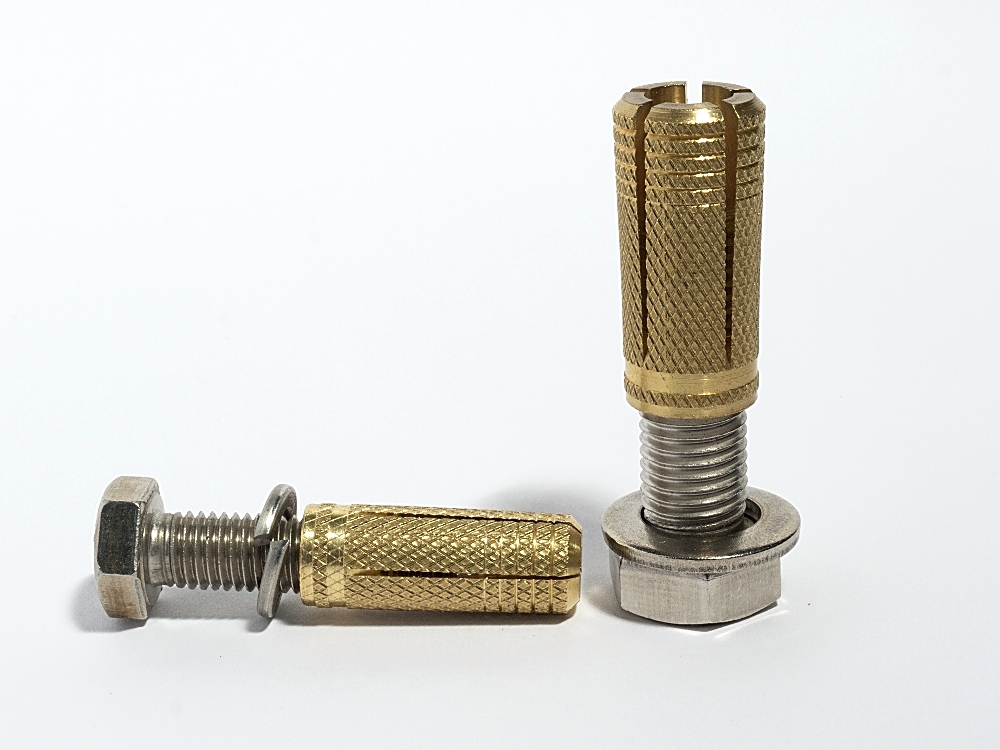
Анкерные болты

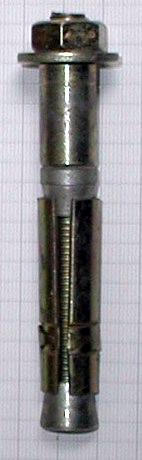
Однораспорный анкерный болт

А́нкерный болт (от нем. Anker — «якорь») — крепёжное изделие, которое закрепляется в несущем основании и удерживает какую-либо конструкцию.

## Классификация
Различают следующие виды анкеров:
- Фундаментный болт[2]
- Болт/анкер молли[3]

## Технология устройства и основные виды разрушения анкеров
Анкер удерживается в материале основания за счёт трёх основных рабочих принципов:
- Трение — нагрузки, воспринимаемые анкером, передаются на материал основания посредством трения тела анкера о материал основания. Для этого необходимо наличие распирающей силы. Эта сила может создаваться, например, за счёт распора металлической цанги или пластикового дюбеля.
- Упор — нагрузки, воспринимаемые анкером, компенсируются внутренними силами сопротивления материала излому/смятию, возникающими, как правило, на глубине анкеровки. По такому принципу работают цанговые металлические анкера, фундаментные болты.
- Замоноличивание (склеивание) — нагрузки, воспринимаемые анкером, компенсируются внутренними касательными напряжениями в области контакта тела анкера и материала монолита. Такой принцип работы характерен для клеевых анкеров, закладных деталей без упорных приспособлений и уширений (заделок).

Многие виды анкеров удерживаются в материале основания посредством комбинации описанных выше принципов.
Разрушение анкерного крепления происходит в самом слабом его месте. Различают следующие характерные виды разрушения:
- Вырыв анкера — полный (или частичный) вылет анкера из материала основания, как правило, с сохранением конструктивной целостности основания.
- Срез анкера — полное разрушение анкера по границе основание-закрепляемый элемент под воздействием превышающих допустимые сдвигающих сил.
- Излом или пластический изгиб анкера — полное (или частичное) разрушение анкера под воздействием превышающих допустимые изгибающих сил при дистанционном монтаже закрепляемого элемента.
- Вырыв материала основания анкером — полное разрушение анкерного соединения, связанное с нарушением конструктивной целости материала основания под воздействием нагрузок, превышающих предел прочности материала основания. Существует два наиболее частых вида вырыва — вырыв конуса материала основания и излом кромки материала основания (при установке анкера вблизи края базового материала).
- Коррозия материала анкера — полное (или частичное) разрушение анкера, связанное с коррозией материала анкера (или его отдельных частей).
- Плавление или выгорание анкера — нарушение конструктивной целостности анкера, связанное с разрушением материала анкера (или его отдельных частей), вызванным воздействием высоких температур, нехарактерных для данного анкерного соединения.

Максимальная нагрузка на вырывание зависит от прочности бетона и размера анкера. Для анкера 8 мм вырывающая сила в зависимости от типа — 1—15 кН (100—1500 кгс) для бетона марки B25, но рабочая нагрузка не должна превышать 25% от вырывающей силы. Для бетона с трещинами необходимо нагрузку на вырывание умножить на коэффициент 0,6.